# Сорокін Василь Семенович

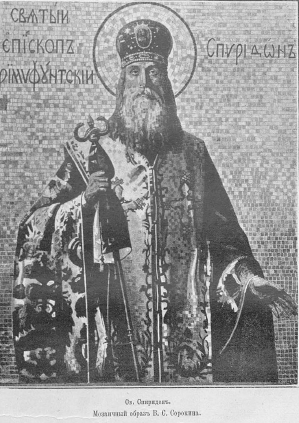
Мозаїка «Святий Спіридон» (Ісаакіївський собор — лівий боковий вівтар)

Василь Семенович Сорокін (1833 , Нєкрасовскоєd, Костромська губернія  — 1921 , Луга, Санкт-Петербурзька губернія ) - російський художник, мозаїчист, академік Імператорської Академії мистецтв.

## Життєпис
Брат Євграфа Сорокіна та П. С. Сорокіна. Писав краєвиди, робив мозаїчні картини для храмів. Вступив учнем, що вільно приходить, в Імператорську Академію мистецтв (1854). Займався пейзажним живописом, 1862 отримав малу золоту медаль за «Вигляд у Кунцеві поблизу Москви». Звання художника з правом на чин XIV класу (1863).
З 1863 став вивчати мозаїчне виробництво в Академії мистецтв. 
У 1866 прийняли працювати молодшим художником-мозаичистом. 
У 1873-1888 - старший художник мозаїчного відділення Академії мистецтв.
Удостоєний звання академіка мозаїчного мистецтва (1870) за образ св. Спіридонія для Ісаакіївського собору.
У 1888, після закінчення 25-річного контракту, вийшов у відставку. Робив образи для петербурзьких храмів (Спасу крові та інших).
Брав участь у діяльності Петербурзьких зборів художників (1863-1879), створених на «Академічних п'ятницях».
У 1888 очолив російський відділ на Міжнародній виставці мозаїк у Римі. За відвертий відгук про російські твори на виставці заслано під нагляд духовної влади у с. Медведкове Новгородської губернії.
Серед відомих творів: «Вигляд у Кунцеві поблизу Москви» (1862), «Селяни у лісі» (1862); мозаїка «Святий Спірідон» (1870).

## Примітка
1. ↑  Собрание Государственной Третьяковская галереи.